# Licá
Luís Carlos Pereira Carneiro (* 8. September 1988 in Lamelas), genannt Licá, ist ein portugiesischer Fußballspieler.

## Karriere

### Im Verein
Licá wurde im Jahr 2007 vom portugiesischen Erstligisten Académica de Coimbra unter Vertrag genommen und umgehend an den Drittligisten GD Tourizense ausgeliehen. In den Spielzeiten 2008/09 und 2009/10 bestritt er für Académica die ersten Spiele in der Primeira Liga. Im Januar 2010 wechselte er auf Leihbasis zum Zweitligisten CD Trofense. Hier schoss Licá in der Saison 2010/11 in 27 Ligaspielen fünf Tore und verpasste mit seiner Mannschaft nur knapp den Aufstieg. Anschließend unterschrieb er einen Vertrag beim Zweitligakonkurrenten GD Estoril Praia. In der Spielzeit 2011/12 erzielte er in 29 Ligaeinsätzen zwölf Tore und trug somit zum Aufstieg in die Primeira Liga bei. In der Saison 2012/13 bestritt er alle 30 Erstligaspiele, kam auf weitere sechs Tore und qualifizierte sich mit dem Verein am Saisonende für die UEFA Europa League. Zur Saison 2013/14 unterschrieb er einen Vierjahresvertrag beim portugiesischen Spitzenklub FC Porto. Zur Saison 2014/15 wurde er an den spanischen Erstligisten Rayo Vallecano ausgeliehen und zur Saison 2015/16 an den portugiesischen Erstligisten Vitória Guimarães.
Am 31. August 2016 gab der englische Zweitligist Nottingham Forest die Verpflichtung von Licá bekannt.

### In der Nationalmannschaft
Kurze Zeit nach seinem Wechsel zum FC Porto debütierte Licá am 10. September 2013 unter Nationaltrainer Paulo Bento im Rahmen eines Freundschaftsspiels gegen Brasilien in der portugiesischen Nationalmannschaft.

### Erfolge
- Aufstieg in die Primeira Liga: 2012
- Portugiesischer Supercupsieger: 2013